# Телескоп IRTF
IRTF (Infrared Telescope Facility) — інфрачервоний телескоп NASA з діаметром дзеркала 3,0 м, що розташований на вершині вулкана Мауна Кеа на висоті 4 200 м над рівнем морем в США, на Острові Гаваї в складі обсерваторії Мауна Кеа.
Спочатку телескоп побудували щоб підтримати експедицію Вояджера (англ. Voyager); нині його використовують для інфрачервоної астрономії. Принаймні 50% часу роботи телескопа присвячується вивченню планет та дальніх космічних об'єктів. Це незвично для подібних телескопів. 
Експлуатується з 1979 року. В 1994 році телескоп сфотографував фрагменти комети Шумейкер-Леві-9, які падають в атмосферу Юпітера. Також з його допомогою були отримані фотографії виверження вулкана на Іо - супутнику Юпітера. 